# Данлоп, Джон (экономист)
Джон Томас Данлоп (англ. John Thomas Dunlop; 5 июля 1914, Пласервилл, Калифорния, США — 2 октября 2003, Бостон, США) — американский экономист и государственный деятель, министр труда США (1975—1976).

## Биография
В 1935 году окончил экономический факультет Калифорнийского университета в Беркли. В 1939 году получил степень доктора философии. Его первые научные работы заслужили высокую оценку Джона Кейнса.

### Научно-преподавательская деятельность
В 1936—1937 годах преподавал в Стэнфордском, с 1938 году — в Гарвардском университете, в 1945 году становится штатным, а с 1950 года — постоянным профессором экономики Гарварда:
- 1961—1966 годах — возглавлял департамент экономики,
- 1970—1973 годах — декан факультета искусств и наук.

Автор работ по проблемам труда и зарплаты. Являлся сторонником коллективно-договорной системы заработной платы, согласно которой верхний и нижний пределы тарифных ставок определяются соперничеством рабочих и предпринимателей (максимальный уровень — уровнем конкуренции между фирмами, минимальный — силой профсоюзных организаций рабочих), при этом фактический уровень заработной платы, фиксируемый в коллективных договорах, определяется соглашением между рабочими и предпринимателями. Являлся автором многих практических рекомендаций крупным компаниям и правительству США по вопросам формирования их политики в области труда и заработной платы. Им был предложен механизм тарификации работ, обобщённый в трудах о «группах работ» и «контуре заработной платы».

### Государственная деятельность
- 1943—1945 годах — начальник отдела исследований и статистики Национального военного совета по трудовым отношениям,
- 1948—1957 годах — возглавлял Национальный Объединенный Совет по урегулированию юрисдикционных споров в строительной промышленности,
- 1950—1952 годах — входил в состав Совета стабилизации заработной платы,
- 1973—1975 годах — директор Совета по вопросам стоимости жизни,
- 1975—1976 годах — министр труда США. Стремился проводить не политику директивного управления отраслью, а достигать соглашений между сторонами трудовых отношений, в которых министерству отводилась роль регулятора. В 1976 году предложил ряд согласованных с профсоюзами поправок в закон о трудовых отношениях, однако столкнулся с внутрипартийной оппозицией во главе с Рональдом Рейганом, президент Форд отклонил законопроект и отправил Данлопа в отставку,
- 1979—1981 годах — председатель президентского консультативного комитета по вопросам заработных плат,
- 1981—1984 годах — член президентского Национального консультативного комитета,
- 1989—1991 годах — член президентского консультативного совета по вопросам социального обеспечения.
- 1993 год — назначен президентом Клинтоном председателем комиссии по вопросам развития трудовых отношений, которая должна была внести предложения о необходимости реформирования национального законодательства в сфере трудовых отношений. Однако вследствие разногласий внутри комиссии и получением по результатам промежуточных выборов 1994 года республиканцами большинства в Палате многие рекомендации комиссии Данлопа оказались невостребованными.